# Мрачек, Ян
Ян Мрачек (чеш. Jan Mráček; род. 9 июля 1991, Пльзень) — чешский скрипач.
Родился в семье музыкантов, сын Яна Мрачека-старшего, художественного руководителя Чехословацкого камерного оркестра. Окончил с отличием Пражскую консерваторию (2013) по классу Иржи Фишера, затем продолжил образование в Венском университете музыки под руководством Яна Поспихала. В 2011 году выступил как солист с Симфоническим оркестром Чешского радио, став самым молодым солистом в его истории. Получил ряд призов на национальных исполнительских конкурсах и первую премию Международного конкурса имени Фрица Крейслера в Вене (2014).
В качестве ансамблиста с 2008 года выступает в составе фортепианного трио Лобковица, в составе которого записал, в частности, Тройной концерт Людвига ван Бетховена (с Филармоническим оркестром имени Яначека). В 2016 году записал также скрипичный концерт Антонина Дворжака с Чешским национальным симфоническим оркестром. В том же году присоединился к Чешскому филармоническому оркестру, в настоящее время (2024) его концертмейстер.